# La Cruz (Corrientes)
Pour les articles homonymes, voir La Cruz.
La Cruz est une ville de la province de Corrientes, en Argentine, et le chef-lieu du département de San Martin. Elle est située sur la rive droite du Rio Uruguay, à 283 km au sud-est de Corrientes et à 627 km au nord de Buenos Aires, sur la route nationale 14.

## Histoire
Elle fut fondée au XVIIe siècle par un jésuite sous le nom de « Asunción de la Cruz de Mbororé », d'où son nom de « la Croix » en français.